# Semiaphis rabotkinae
Semiaphis rabotkinae är en insektsart. Semiaphis rabotkinae ingår i släktet Semiaphis och familjen långrörsbladlöss. Inga underarter finns listade i Catalogue of Life.